# 寿ゆり
寿 ゆり（ことぶき ゆり、1994年2月16日 - ）は、日本の元女子プロレスラー。埼玉県出身。身長162cm、体重52kg、血液型A型。

## 所属
- アイスリボン（2014年 - 2015年）

## 経歴
2014年
渋谷で設立16年にもなるギャルサークルの副代表を務める現役ギャルでアイスリボンのプロレスサークル部門のドロップキック選手権で優勝した経験がありその後練習生となる。
5月17日、公開記者会見で6月7日にデビュー戦を行うことを発表。デビュー戦には自身が副代表を務めている渋谷のギャルサークルのメンバーが応援に来るという。
6月7日のアイスリボン旗揚げ8周年記念北沢タウンホール大会で藤本つかさと対戦が決定する。試合はミサイルキックで敗北。入場時はパラパラを踊ってくるなど強烈なインパクトを残した。
9月24日、あきば栞にチョークスラムを決めデビュー以来初勝利。
2015年
副代表を務めるギャルサー引退式に専念するためプロレス活動をしばらく休止すると発表。
7月25日、寿本人の希望で藤本つかさとラストマッチを行う。また本人の希望でセレモニーや10カウントゴングも行わなかった。「ギャルサー卒業と共にプロレスを続けていく意味を見いだせなくなった」のが理由の一つであると言う。
2016年
毎年開催される仙台リボンにスタッフとして登場。現在は仙台在住である。

## 人物
- 現在自身が副代表を務めるギャルサークルのメンバーは10人ほどに低迷していてプロレスで有名になった暁にはギャルブームの復活をさせると宣言している。
- ギャルサークルの集会の都合で大会を欠場することもある。
- ギャルっぽい技を考えると宣言していて道玄坂ドライバーなどのような技を考えているという。

## その他
- デビューしたその日に週プロモバイルのトップの記事になった。
- 藤本つかさ曰くアイスリボンで一番インパクトのある新人だという。
- プロレスサークルを始めようと電話をしたところ声が低く女性のみと受付に断られたことがある。
- DDTプロレスリングの大社長高木三四郎は10年ほど前からギャルレスラーを出すことを考えていて寿のことを評価している。

## 得意技
- チョークスラム
- ドロップキック